# Pyssel

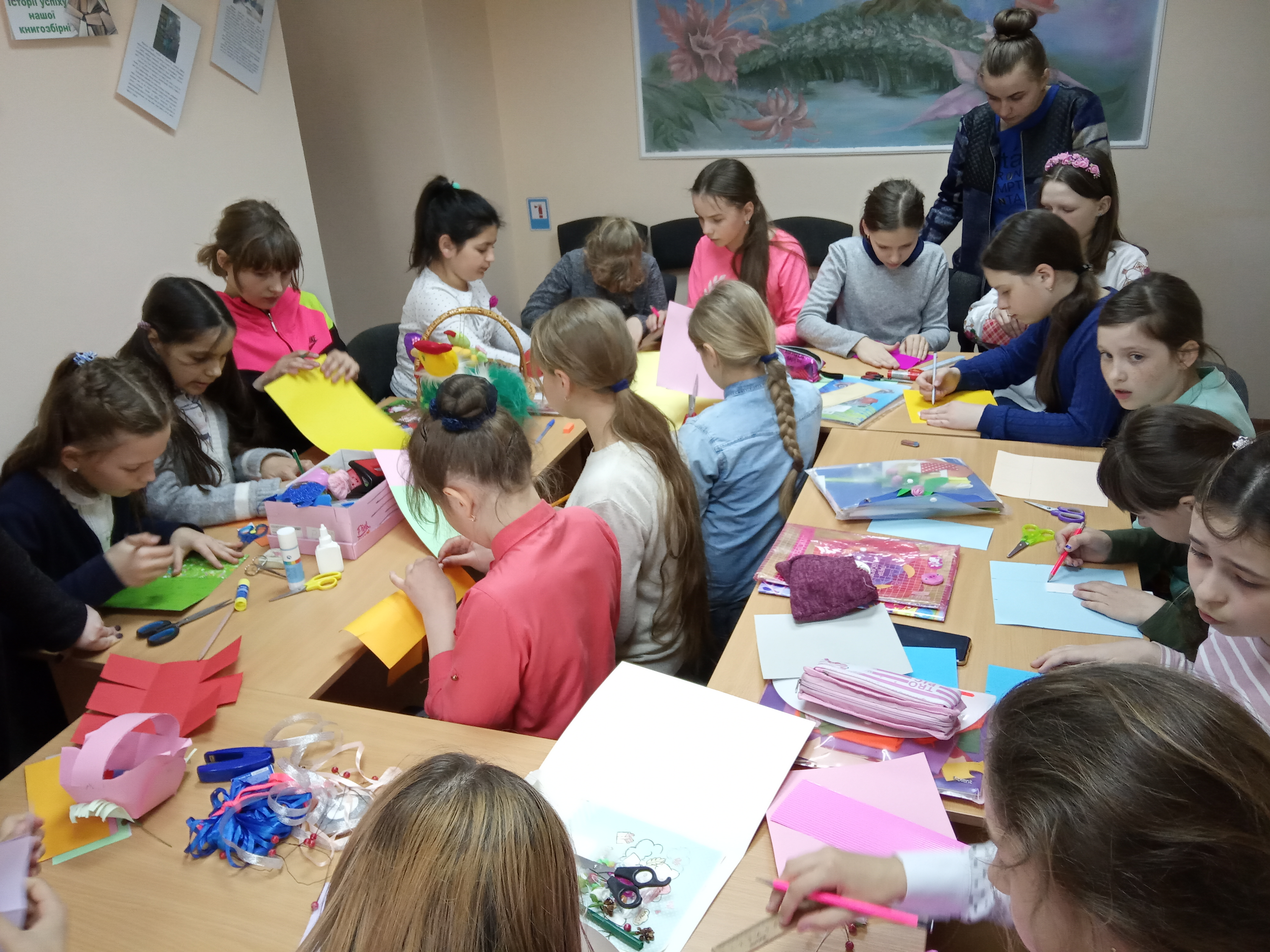
Påskpyssel bland femteklassare i Ukraina.

Pyssel eller knåp är olika typer småsysslor som kanske mest utförs som tidsfördriv och kan vara petiga eller pedantiska.
Knep och knåp är ett pyssel som avser någon form av logisk gåta skapad i syftet att vara utmanande och roande. Det kan avse exempelvis olika logikspel och ordpussel.
Pyssel kan även syfta på en ordnad sysselsättning som är särskilt vanlig bland yngre barn, då de exempelvis kan tillverka dekorationer inför högtider. Ofta förekommer det då i ordsammansättningar med högtidens namn, som julpyssel eller påskpyssel. Båda dessa ord förekommer i Svenska Akademiens ordlista över svenska språket (SAOL).

## Exempel på knep och knåp
- Pussel
  - Tangram
  - Rubiks kub
  - Tornen i Hanoi
- Logikspel
  - Sudoku
  - Hitori
  - Schackproblem
- Ordpyssel
  - Ordsök
  - Korsord
- Knep och knåp
  - Finn fem fel
  - Prick till prick
  - Labyrint